# باري جيبس
باري جيبس (11 مارس 1933 - 23 أبريل 2006) (بالإنجليزية: Barry Gibbs)‏ هو لاعب كريكت أسترالي.

## وصلات خارجية
- باري جيبس على موقع إي آس بي آن كريك إنفو (الإنجليزية)